# Province dei Paesi Bassi

Mappa animata che mostra le varie province dei Paesi Bassi e i loro emblemi

Le province dei Paesi Bassi (in olandese provincies) costituiscono la suddivisione territoriale di primo livello dei Paesi Bassi, quindi della parte europea del Regno dei Paesi Bassi. 
Sono in tutto 12; ciascuna di esse si suddivide a sua volta in comuni (gemeenten), che agiscono a livello locale.

## Amministrazione provinciale
Il governo di ciascuna provincia consiste di un'assemblea provinciale (Provinciale Staten) eletta ogni 4 anni, di un governo provinciale (Gedeputeerde Staten) eletto all'interno dell'assemblea, e di un commissario reale (Commissaris van de Koning) nominato dalla Corona, ovvero dal governo nazionale e dal sovrano. Il commissario reale presiede il governo provinciale, ma il suo è un ruolo soprattutto simbolico.
Ogni 4 anni le 12 assemblee provinciali eleggono i 75 membri della Prima Camera (Eerste Kamer, simile al Senato italiano) del Parlamento dei Paesi Bassi.
Ogni provincia ha una propria bandiera, i cui colori sono riprodotti in un gonfalone di forma allungata.

## Lista delle province
| Provincia                               | Simbolo | Abitanti (1º gennaio 2023) | Area (km²) | Capoluogo  | Altre città                                                                              | Note |
| --------------------------------------- | ------- | -------------------------- | ---------- | ---------- | ---------------------------------------------------------------------------------------- | --- |
| Limburgo (Limburg)                      |         | 1 117 201                  | 2 167      | Maastricht | Venlo, Heerlen, Roermond, Weert                                                          | a sud-est, incuneato fra Belgio e Germania                                                                           |
| Brabante Settentrionale (Noord-Brabant) |         | 2 562 955                  | 4 938      | Den Bosch  | Eindhoven, Breda, Tilburg, Helmond, Roosendaal, Bergen op Zoom                           | principale regione a sud dei fiumi                                                                                   |
| Zelanda (Zeeland)                       |         | 383 488                    | 1 792      | Middelburg | Flessinga, Goes, Terneuzen                                                               | a sud-ovest, allo sbocco del delta                                                                                   |
| Olanda Meridionale (Zuid-Holland)       |         | 3 708 696                  | 2 860      | L'Aia      | Rotterdam, Leida, Delft, Gouda                                                           | lungo la costa centro-meridionale                                                                                    |
| Olanda Settentrionale (Noord-Holland)   |         | 2 879 527                  | 2 660      | Haarlem    | Amsterdam, Alkmaar, Den Helder, Zaanstad, Hilversum, Hoofddorp, Purmerend, Heerhugowaard | sulla costa centro-settentrionale, fra IJsselmeer (o 'Lago di Yssel') e il Mare del Nord; comprende l'isola di Texel |
| Utrecht                                 |         | 1 354 834                  | 1 356      | Utrecht    | Amersfoort, Woerden, Houten                                                              | al centro del Paese                                                                                                  |
| Gheldria (Gelderland)                   |         | 2 085 952                  | 4 995      | Arnhem     | Apeldoorn, Nimega                                                                        | costituisce un'ampia regione orientale                                                                               |
| Flevoland                               |         | 423 021                    | 1 426      | Lelystad   | Almere                                                                                   | al centro, completamente ricavata dai terreni prosciugati dallo Zuiderzee                                            |
| Overijssel                              |         | 1 162 406                  | 3 337      | Zwolle     | Deventer, Enschede                                                                       | confine centro-settentrionale con la Germania                                                                        |
| Drenthe                                 |         | 493 682                    | 2 652      | Assen      | Emmen                                                                                    | a nord-est, al confine con la Germania                                                                               |
| Frisia (Fryslân)                        |         | 649 957                    | 3 361      | Leeuwarden | Sneek, Heerenveen                                                                        | a nord-ovest, sul mare del Nord; comprende diverse isole                                                             |
| Groninga (Groningen)                    |         | 585 866                    | 2 344      | Groninga   | Delfzijl, Haren                                                                          | estremo nord-est, fra Germania e mare del Nord                                                                       |

## Storia

Mappa dei Paesi Bassi con la divisione in province. Le stelle indicano i capoluoghi di provincia.

Quasi tutte le province dei Paesi Bassi possono esser fatte risalire a qualche staterello medievale, trasformato in provincia all'epoca dell'unificazione delle Fiandre (XIV e XV secolo). Quando ottennero l'indipendenza alla fine del XVI secolo le Province Unite erano sette: Olanda, Zelanda, Gheldria, Utrecht, Frisia, Overijssel e Groninga. Per la verità già allora le Province Unite si estendevano anche sul Drenthe e su parti del Brabante, del Limburgo e dell'attuale Belgio. Il Drenthe era autonoma, ma considerata inferiore alle altre province, mentre le regioni del sud (Brabante degli Stati, Fiandre degli Stati e parte dell'attuale Limburgo con l'Oltremosa degli Stati e l'Alta Gheldria degli Stati) erano considerate conquiste territoriali e governate direttamente dagli Stati Generali, l'allora Parlamento nazionale. Da qui il nome "degli Stati". In quell'epoca ciascuna delle sette province principali godeva di ampia autonomia, collaborando con le altre nel campo della difesa ed in generale a livello di relazioni internazionali, ma non per quel che riguardava gli affari interni. L'ordinamento istituzionale prefigurava quindi un sistema federale.
Il 1º gennaio 1796, durante la Repubblica Batava, la Drenthe e lo Staats-Brabant (che successivamente mutò nome in Brabante Settentrionale) diventarono l'ottava e la nona provincia dei Paesi Bassi.
Quando nel 1815, all'indomani del Congresso di Vienna fu stabilito il Regno Unito dei Paesi Bassi le province persero gran parte delle loro autonomie; inizialmente il nuovo regno comprendeva anche il Belgio, ed era costituito da 17 province. Quando nel 1830 il Belgio ottenne l'indipendenza la provincia del Limburgo fu inizialmente assegnata al Belgio, ma nel 1839 si decise per una divisione della stessa. La parte settentrionale fu quindi considerata la decima provincia dei Paesi Bassi (la parte belga conserva anch'essa il nome di Limburgo).
Nel 1840 l'Olanda, che era la più grande e popolata di tutte le province, fu suddivisa nelle sue parti settentrionale e meridionale, portando ad 11 il numero delle province.
Il 1º gennaio 1986 Flevoland, nata grazie al prosciugamento di parte dell'IJsselmeer (il suo territorio è stato in gran parte strappato al mare nel XX secolo), divenne la dodicesima provincia.